# Skratt som dödsorsak

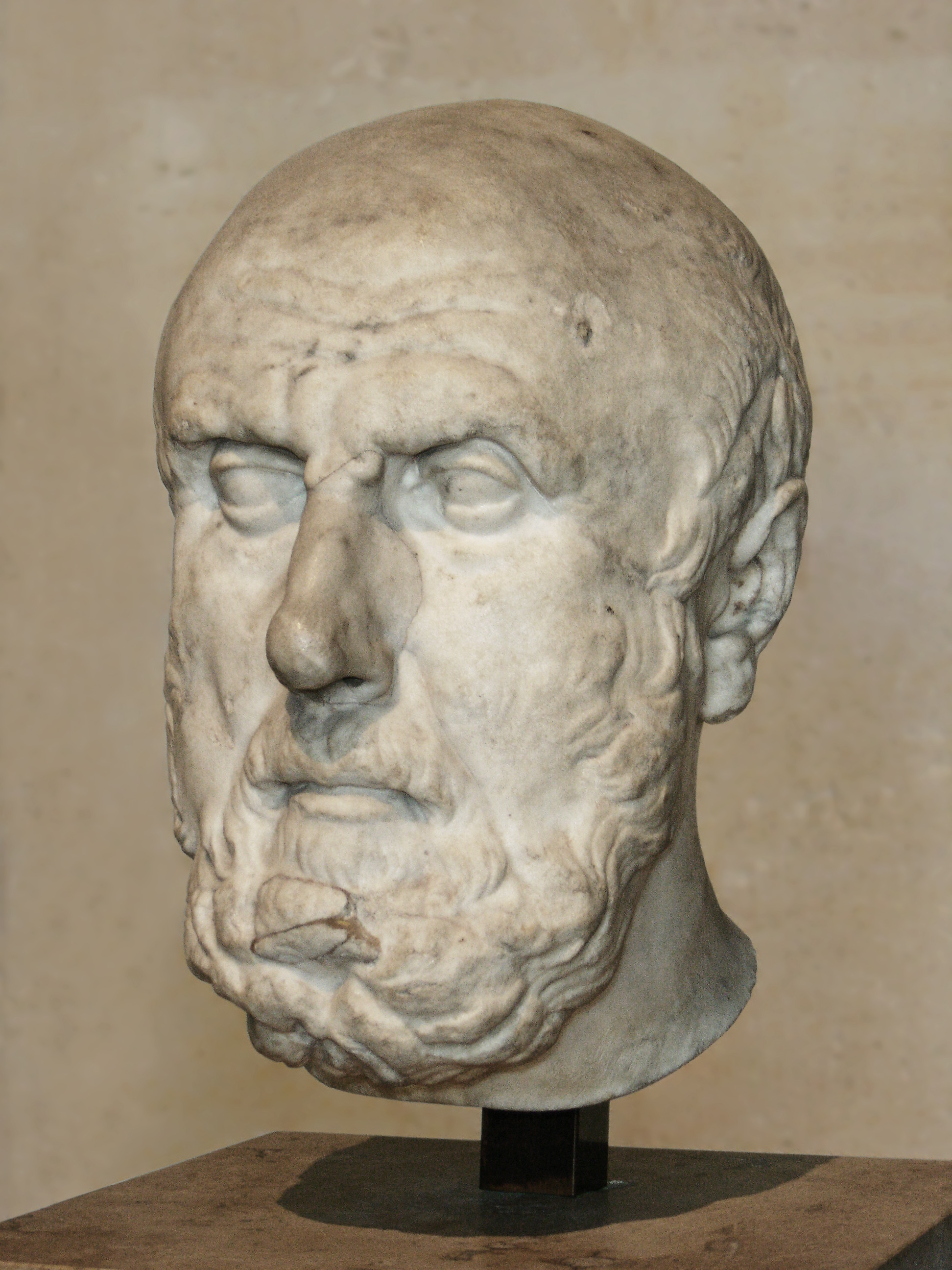
Krysippos, grekisk filosof som sägs ha dött av skratt

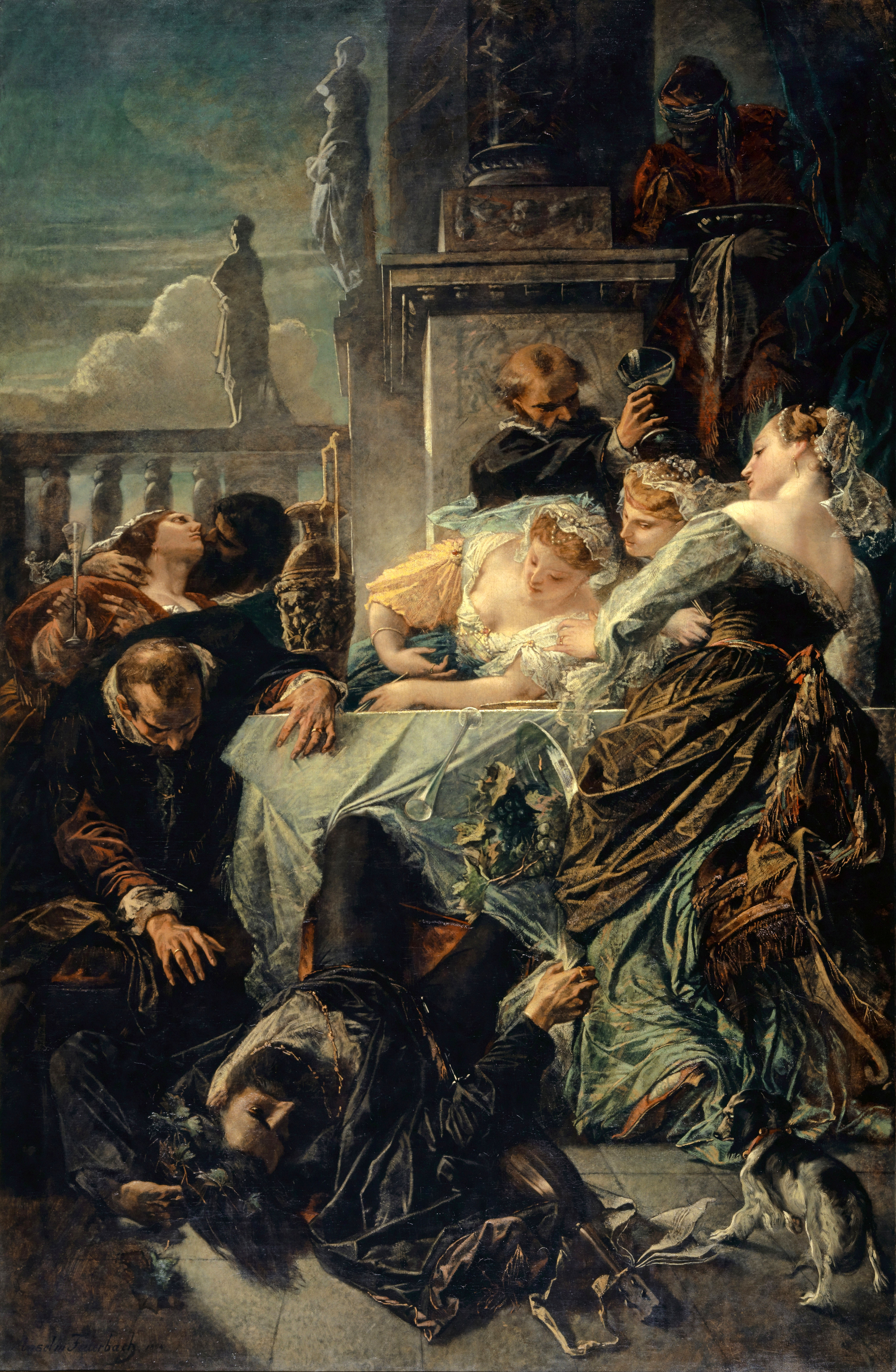
"Der Tod des Dichters Pietro Aretino" av Anselm Feuerbach avbildar Pietro Aretino som sägs ha dött av kvävning framkallad av skratt

Nedskrivna redogörelser av skratt som dödsorsak går tillbaka till Antikens Grekland.

## Historiska dödsfall
- Zeuxis, filosof och målare från antikens Grekland runt år 400 f.Kr., sägs ha dött av skratt då han tittade på av en sina egna målningar föreställande en gammal kvinna.[1] Historien kan antagligen avfärdas som en myt då andra författare skulle ha skrivit om omständigheter som var så enastående.[1]
- I det tredje århundradet f.Kr. dog den grekiska stoiska filosofen Krysippos av skratt efter ha gett sin åsna vin och sett på när den försökte äta fikon.[2] I en annan redogörelse av Diogenes Laertios tittade Krysippos på en åsna som åt fikon och utbrast "ge nu åsnan en dryck av rent vin att svälja ner fikonen med", varefter han dog av skratt.[3]
- 1410 dog Martin I av Aragonien av en kombination av dyspepsi och okontrollerbara skratt.[4]
- 1556 sägs Pietro Aretino "ha dött av kvävning efter att ha skrattat för mycket".[5]
- Thomas Urquhart, en skotsk aristokrat och universalgeni, sägs ha dött 1660 av skratt då han hörde att Karl II av England hade intagit tronen.[6][7]

## Moderna dödsfall
- 24 mars 1975 dog Alex Mitchell, en 50-årig murare från King's Lynn, England, av skratt då han tittade på avsnittet "Kung Fu Kapers" av The Goodies. Avsnittet visade en kiltklädd skotte med säckpipa som slogs mot kampsportsmästaren "Ecky Thump" som var beväpnad med blodkorv. Efter 25 minuter av oavbrutet skrattande sjönk Mitchell ihop i soffan och dog av hjärtsvikt. Hans änka skickade senare ett brev till The Goodies där hon tackade dem för att ha gjort Mitchells sista stund i livet så rolig.[8][9][10][11][12]
- 1989 dog Ole Bentzen, en dansk audiolog, av skratt då han tittade på En fisk som heter Wanda. Hans hjärta uppskattas ha slagit mellan 250 och 500 slag per minut då det stannade i hjärtstillestånd.[13] Hans kropp fick bäras ut ur biosalongen.
- 2003 rapporterades Damnoen Saen-um, en thailändsk glassförsäljare, ha dött vid 52 års ålder medan han skrattade i sömnen. Hans fru kunde inte väcka honom och han slutade att andas efter två minuter av oavbrutet skrattande. Han tros ha dött av antingen hjärtsvikt eller kvävning.[8]